# Beringia

Die Entwicklung Beringias beginnend vor 21.000 Jahren bis heute

Beringia ist der Name für die Region zwischen Ostsibirien und Alaska, die während des Pleistozäns mehrfach durch Rückgang des globalen Meeresspiegels trocken fiel und zudem eisfrei war. Die entsprechende Landbrücke, die einen Faunenaustausch zwischen der Alten Welt und Amerika ermöglichte, wird auch Beringbrücke genannt. Während der letzten Kaltzeit lebten dort mehrere tausend Jahre lang Menschen. Erst als der Meeresspiegel stieg, wanderten Menschen von dort nach Südosten, was die Besiedlung Amerikas zur Folge hatte.
In Whitehorse befasst sich ein eigenes Museum und eine kleine Forschungsabteilung im Yukon Beringia Interpretive Centre mit Beringia sowie mit dem während der letzten Kaltzeit ebenfalls eisfreien Gebiet im Osten Alaskas und im Yukon.

## Geographie
Beringia befand sich an der Stelle der heutigen Beringstraße, dem nördlichen Abschluss des Beringmeers, und lag somit zwischen der Westküste des heutigen Alaskas (USA) und der Ostküste des heutigen Ostsibiriens (Russland). Die Landbrücke war Teil eines umfangreichen eisfreien Gebietes, das vom Fluss Lena in Ostsibirien bis zum Mackenzie River in Kanada reichte und einen Teil des heutigen Nordpolarmeers einnahm.

## Geschichte
Bis vor ungefähr 11.000 Jahren, als die letzte Kaltzeit endete und der Meeresspiegel wegen der kontinentalen Eismassen, die viel Wasser der Ozeane in sich banden, noch etwas mehr als 50 Meter niedriger lag als heute, befand sich am nördlichen Abschluss des Beringmeers (der heutigen Beringstraße) die durchgängige Landbrücke Beringia, die Amerika und Asien verband.

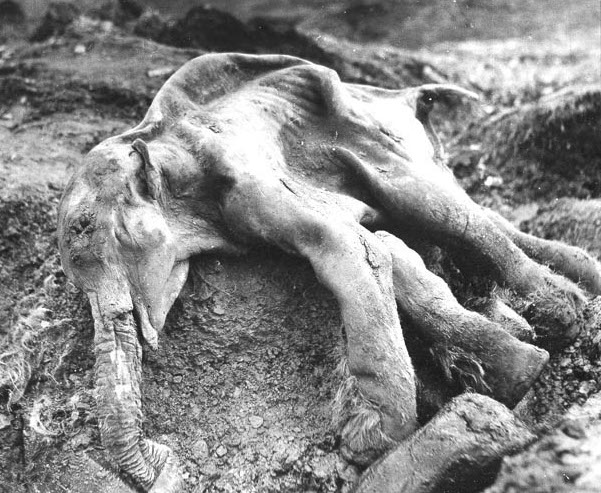
Das Wollhaarmammutkalb „Dima“ am Fundort an der Kolyma in Nordostsibirien. Den hervorragend erhaltenen Eiskadaver fand ein Arbeiter 1977 bei der Goldgewinnung.

Während des Höhepunktes der letzten Kaltzeit vor rund 20.000 Jahren lag der Meeresspiegel sogar rund 125 m tiefer, so dass eine rund 40 bis 50 km breite und bis zu 85 km lange, hügelige Landschaft beide Festländer miteinander verband. Dort entwickelte sich eine Grassteppe, mit den spezifischen Merkmalen einer Mammutsteppe.
Über diese Landbrücke gelangten erste Einwanderer nach Amerika. Damals war die heutige Beringstraße eine fruchtbare Graslandschaft, die von Großtieren wie Mammut, Wollnashorn, Rentier und Moschusochse besiedelt wurde. Man nimmt an, dass die Vorfahren der indigenen Völker Nord- und Südamerikas den riesigen Herden folgten und auch die Neue Welt erreichten. Um die zeitliche Differenz zwischen dem Aufbruch in Asien vor rund 25.000 Jahren und dem Eintreffen in Amerika vor etwa 15.000 Jahren zu erklären, wird ein langer Aufenthalt im Bereich von Beringia diskutiert. Als Grund für den verzögerten Zug gelten die starke Vergletscherung in Amerika und die besondere Eignung Beringias für eine menschliche Besiedelung, weil durch klimatische Faktoren dort eine Tundra-artige Vegetation vorherrschte, die Bäume und damit Feuerholz bot.
Aufgrund der Eisvorstöße und -rückzüge und der damit verbundenen Änderungen des Meeresspiegels der letzten 140.000 Jahre ist es wahrscheinlich, dass Beringia in diesem Zeitraum mehrfach aus den Fluten auftauchte und wieder versank.